# Danielle Collins
Danielle Collins (San Petersburgo, Florida; 13 de diciembre de 1993) es una tenista profesional estadounidense.

## Carrera

### Inicios
En 2009, Collins de 16 años, jugó su primer torneo del ITF World Tennis Tour. Con 17 años ganó su primer título ITF individual en 2011: el Williamsburg ITF.
En 2012 recibió una beca deportiva de la Universidad de Florida, donde jugó un año con los Florida Gators. Al año siguiente cambió de universidad y se incorporó a la Universidad de Virginia, donde ganó dos veces el campeonato de la División I de Tenis Femenino de la NCAA, en 2014 y 2016. Se graduó en 2016 como la mejor jugadora universitaria del país con un título de grado en estudios de medios de comunicación. Durante este periodo no jugó partidos en el circuito profesional.
Collins debutó en el circuito de la WTA en 2014, invitada (wildcard) al Abierto de los Estados Unidos. Jugó en el Arthur Ashe Stadium contra la segunda cabeza de serie, Simona Halep, a la que ganó un set. 
En 2016 ganó el Stillwater ITF y en 2017, el Bethany Beach ITF y el Norman ITF.

### 2018
Collins comenzó el año llegando a tercera ronda de la clasificación del Abierto de Australia. Al poco, recibió una invitación para el Torneo WTA 125K de Newport Beach, que terminó ganado. 
Le siguió una buena actuación en Indian Wells; ganó a Madison Keys (14 WTA), y cayó en la ronda de 16 ante Carla Suarez Navarro. En el torneo de Miami superó la clasificación, ganó a Venus Williams y Mónica Puig, para perder en semifinales con Jeļena Ostapenko. Fue la primera jugadora salida de la "previa" que alcanzaba las semis en Miami.
Tras resultados mediocres en la temporada de tierra y hierba, alcanzó las semifinales del WTA San Jose, perdiendo con la griega Maria Sakkari.

### 2019

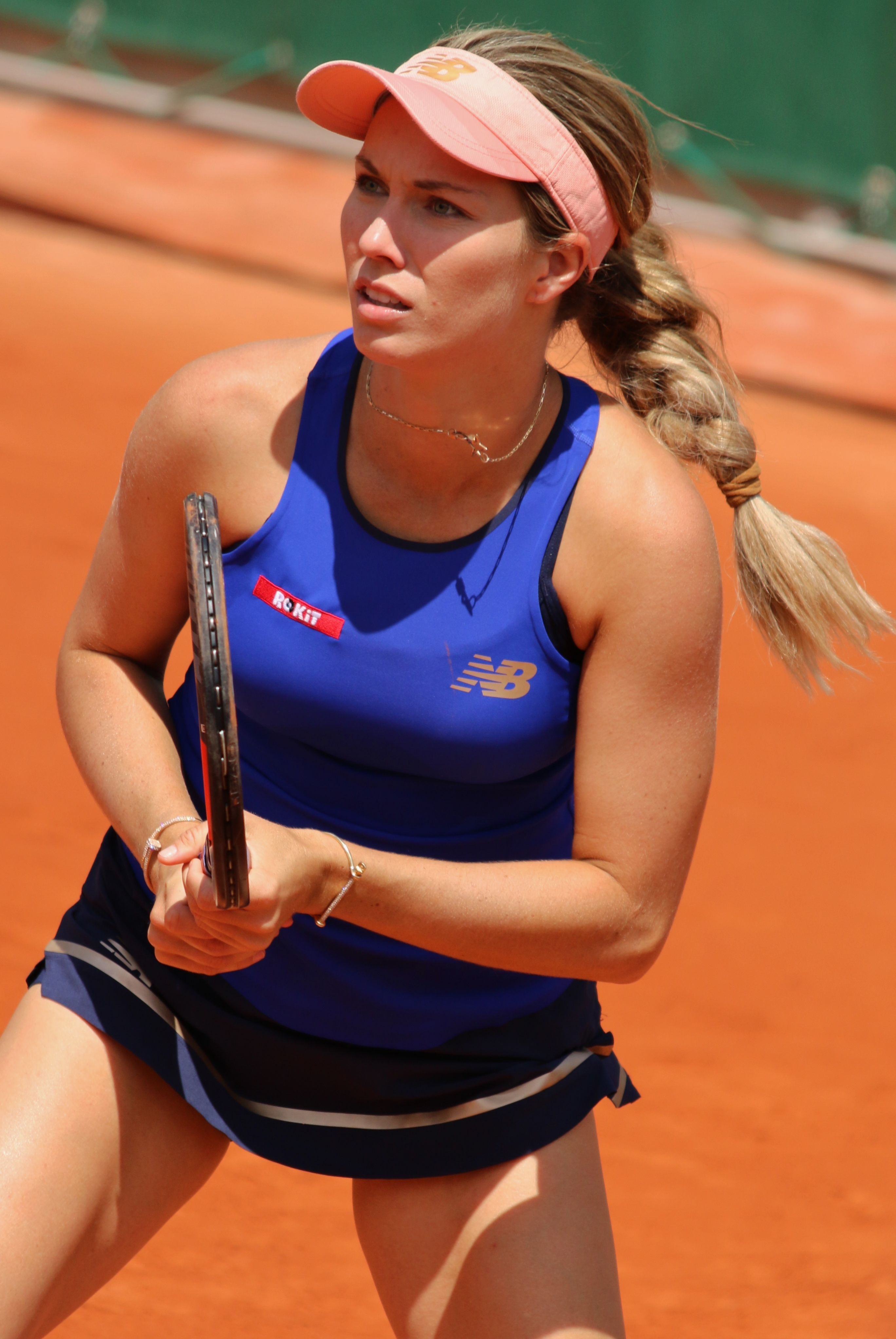
Collins en Roland Garros 2019

Su ascenso continuó en el Abierto de Australia. Antes del torneo, nunca había ganado un partido en un evento importante. Después de derrotar a la decimocuarta cabeza de serie Julia Görges en un duro partido de primera ronda, Collins ganó sus siguientes tres partidos en sets seguidos; primero contra Sachia Vickery, luego contra la cabeza de serie 19 Caroline García. En la ronda de 16, Collins logró la mayor sorpresa del torneo, dominando a la segunda cabeza de serie y tres veces campeona de Grandes Ligas, Angelique Kerber, en dos sets. Así llegó a los cuartos de final, donde derrotó a Anastasia Pavlyuchenkova en tres sets. En las semifinales, perdió ante la octava cabeza de serie Petra Kvitová, en dos sets. Collins ascendió al puesto 23, el más alto de su carrera, después del torneo. También registró victorias en todos los demás eventos de Grand Slam, alcanzando la segunda ronda en el Abierto de Francia y el Abierto de Estados Unidos, así como la tercera ronda en Wimbledon. También registró su mejor resultado de dobles de Grand Slam en Wimbledon, alcanzando los cuartos de final con Bethanie Mattek-Sands. Collins no prosperó en los mayores torneos, sin embargo, llegó a los cuartos de final del torneo de Charleston. En diciembre, ganó el Abierto de Hawái, un torneo de exhibición, tras la retirada de su oponente en la final, Angelique Kerber. Collins terminó el año en el puesto 31.

### 2020
Dos grandes victorias para comenzar el año, cuartos de final del Abierto de Francia. Collins comenzó 2020 con tres victorias sobre los 15 mejores oponentes. Derrotó a la No. 5 del mundo, Elina Svitolina, 6-1, 6-1 en la primera ronda en el Brisbane International antes de caer ante la No. 13 del mundo, Madison Keys, 4-6, 1-6 en los cuartos de final. La semana siguiente en el Adelaide International, derrotó a la No. 15, Sofia Kenin, 6–3, 6–1 en la segunda ronda, y luego a la No. 7, Belinda Bencic, 6–3, 6–1 en los cuartos de final. Collins cayó ante el No. 1 del mundo, Ashleigh Barty, 6-3, 1-6, 6-7 (5) en las semifinales. Sin embargo, cayó segunda ronda ante Yulia Putintseva en el Abierto de Australia, y quedó fuera del top 50.
Debido al cierre de seis meses del WTA Tour causado por la pandemia de COVID-19, Collins no volvió a jugar después del Abierto de Australia hasta agosto. Perdió en la primera ronda de sus dos primeros torneos, ante Jil Teichmann en el Western & Southern Open y Anett Kontaveit en el US Open. Sin embargo, Collins se recuperó en el Abierto de Francia, donde alcanzó los cuartos de final. En el camino, derrotó a la dos veces campeona de Grand Slam y ex No. 1 del mundo, Garbiñe Muguruza, en la tercera ronda, así como al 30° cabeza de serie, Ons Jabeur. Su racha terminó contra su compatriota y actual campeona del Abierto de Australia, Sofia Kenin.

### 2021
- Primer título WTA en Palermo. Collins ganó su primer título WTA, el Internazionali Femminili di Palermo 2021 (sobre tierra) derrotando a la rumana Elena-Gabriela Ruse.
- Segundo título WTA en San Jose (California). Collins ganó su segundo título WTA, Mubadala Silicon Valley Classic de San Jose (pista dura) derrotando a la rusa Daria Kasatkina.

### 2022
El 29 de enero jugó la final del Abierto de Australia 2022, cayendo frente a la número 1 del mundo, la australiana Ashleigh Barty, por parciales de 3-6 y 6-7.

### 2024
Después de su derrota ante la No. 1 del mundo Iga Świątek en el Abierto de Australia 2024, Collins anunció que 2024 será su último año jugando tenis profesional.
En el Torneo WTA de Abu Dabi 2024, donde se clasificó para el cuadro principal, derrotó a la wildcard y ex No. 1 Naomi Osaka en sets corridos. La semana siguiente, también se clasificó para el WTA 1000 2024 en el Torneo de Catar 2024 y alcanzó los cuartos de final derrotando a la cabeza de serie número #13 Veronika Kudermetova, Marie Bouzková y Kateřina Siniaková. En marzo ganó el Masters de Miami 2024.

## Torneos de Grand Slam

### Individual

#### Finalista (1)
| Año  | Campeonato           | Oponente en la final | Resultado   |
| 2022 | Abierto de Australia | Ashleigh Barty       | 3-6, 6-7(2) |

## Títulos WTA (5; 4+1)

### Individual (4)
| Leyenda              |
| -------------------- |
| Grand Slam (0)       |
| Juegos Olímpicos (0) |
| WTA Finals (0)       |
| WTA 1000 (1)         |
| WTA 500 (2)          |
| WTA 250 (1)          |

| N.º | Fecha               | Torneo     | Superficie            | Oponente en la final | Resultado         |
| --- | ------------------- | ---------- | --------------------- | -------------------- | ----------------- |
| 1.  | 25 de julio de 2021 | Palermo    | Tierra batida         | Elena-Gabriela Ruse  | 6-4, 6-2          |
| 2.  | 8 de agosto de 2021 | San José   | Dura                  | Daria Kasátkina      | 6-3, 6-7(10), 6-1 |
| 3.  | 30 de marzo de 2024 | Miami      | Dura                  | Elena Rybakina       | 7-5, 6-3          |
| 4.  | 7 de abril de 2024  | Charleston | Tierra batida (verde) | Daria Kasatkina      | 6-2, 6-1          |

#### Finalista (2)
| N.º | Fecha               | Torneo               | Superficie    | Oponente en la final | Resultado   |
| --- | ------------------- | -------------------- | ------------- | -------------------- | ----------- |
| 1.  | 29 de enero de 2022 | Abierto de Australia | Dura          | Ashleigh Barty       | 3-6, 6-7(2) |
| 2.  | 25 de mayo de 2024  | Estrasburgo          | Tierra batida | Madison Keys         | 1-6, 2-6    |

### Dobles (1)
| Leyenda              |
| -------------------- |
| Grand Slam (0)       |
| Juegos Olímpicos (0) |
| WTA Finals (0)       |
| WTA 1000 (0)         |
| WTA 500 (1)          |
| WTA 250 (0)          |

| N.º | Fecha              | Torneos    | Superficie    | Pareja           | Oponentes en la final        | Resultado         |
| --- | ------------------ | ---------- | ------------- | ---------------- | ---------------------------- | ----------------- |
| 1.  | 9 de abril de 2023 | Charleston | Tierra batida | Desirae Krawczyk | Ena Shibahara Giuliana Olmos | 0-6, 6-4, [14-12] |

## Títulos WTA 125s
| Leyenda  | Individuales | Dobles |
| -------- | ------------ | ------ |
| WTA 125s | 1            | 0      |

| N.º | Fecha               | Torneo        | Superficie | Oponentes  | Resultado     |
| --- | ------------------- | ------------- | ---------- | ---------- | ------------- |
| 1.  | 28 de enero de 2018 | Newport Beach | Dura       | Sofya Zhuk | 2-6, 6-4, 6-3 |

## ITF Individual finales: 8 (4–4)
| Resultado   | G–P | Fecha                   | Torneo                        | Premios | Superficie    | Oponente          | Tanteador     |
| ----------- | --- | ----------------------- | ----------------------------- | ------- | ------------- | ----------------- | ------------- |
| Campeona    | 1–0 | 9 de octubre de 2011    | Williamsburg, Estados Unidos  | $10,000 | Tierra batida | Nika Kukharchuk   | 6-1, 6-3      |
| Campeona    | 2–0 | 2 de octubre de 2016    | Stillwater, Estados Unidos    | $25,000 | Dura          | Caroline Dolehide | 1-0, ret.     |
| Subcampeona | 2–1 | 30 de octubre de 2016   | Macon, Estados Unidos         | $60,000 | Dura          | Kayla Day         | 1-6, 3-6      |
| Subcampeona | 2–2 | 7 de mayo de 2017       | Charleston, Estados Unidos    | $60,000 | Tierra batida | Madison Brengle   | 6-4, 2-6, 3-6 |
| Subcampeona | 2–3 | 14 de mayo de 2017      | Naples, Estados Unidos        | $25,000 | Tierra batida | Claire Liu        | 3-6, 1-6      |
| Campeona    | 3–3 | 11 de junio de 2017     | Bethany Beach, Estados Unidos | $25,000 | Tierra batida | Lauren Embree     | 6-1, 6-0      |
| Subcampeona | 3–4 | 5 de noviembre de 2017  | Tyler, Estados Unidos         | $80,000 | Dura          | Kristie Ahn       | 4-6, 4-6      |
| Campeona    | 4–4 | 19 de noviembre de 2017 | Norman, Estados Unidos        | $25,000 | Dura          | Sachia Vickery    | 1-6, 6-3, 6-4 |